# Grande Ruine
La Grande Ruine est un sommet du massif des Écrins dans le parc national des Écrins. Il est formé de deux sommets bien distincts, séparés par la brèche Giraud-Lézin : la pointe Brevoort au sud (3 765 mètres, point culminant) et le pic Maître au nord (3 728 mètres). Ils constituent un superbe point de vue sur le reste du massif.

## Histoire
La pointe Brevoort a été gravie pour la première fois par Mademoiselle Meta Brevoort, William Auguste Coolidge avec Christian Almer (père), Peter Michel (fils), Christian Roth et Peter Bluer le 19 juillet 1873 par ce qui constitue aujourd'hui la voie Normale.
Le pic Maître a été gravi par J. Maître avec Pierre Gaspard fils et Maxime Bourbon le 29 juillet 1887.
Le 6 août 1938, Félix Germain effectue la première ascension de la face nord du pic Maître, haute de 700 mètres.
Le 21 juillet 1954, Maurice Fourastier et Paul Keller ouvrent une nouvelle voie sur la pointe Brevoort.
Le 20 septembre 1964, Bruno Thévenon ouvre une nouvelle voie sur le pilier ouest du pic Maître.

## Voies d'ascension
Pointe Breevort :
- la crête orientale, voie normale (F+/II:UIAA), accès à partir du refuge Adèle Planchard. Cette ascension, très fréquentée, est une grande classique du massif (aussi très fréquentée en ski de randonnée) ;
- l'arête Sud, ouverte par Fourastier et Keller le 21 juillet 1954 (D/IV:UIAA), 3 h à partir du col de la Casse Déserte.

Pic Maître :
- l'arête Sud, voie normale (F/I-II:UIAA) ;
- le pilier Ouest, ouvert par Bruno Thévenon le 20 septembre 1964 (TD/600m/IV:UIAA), durée 10 à 14 heures.